# Isaac Newton Medal

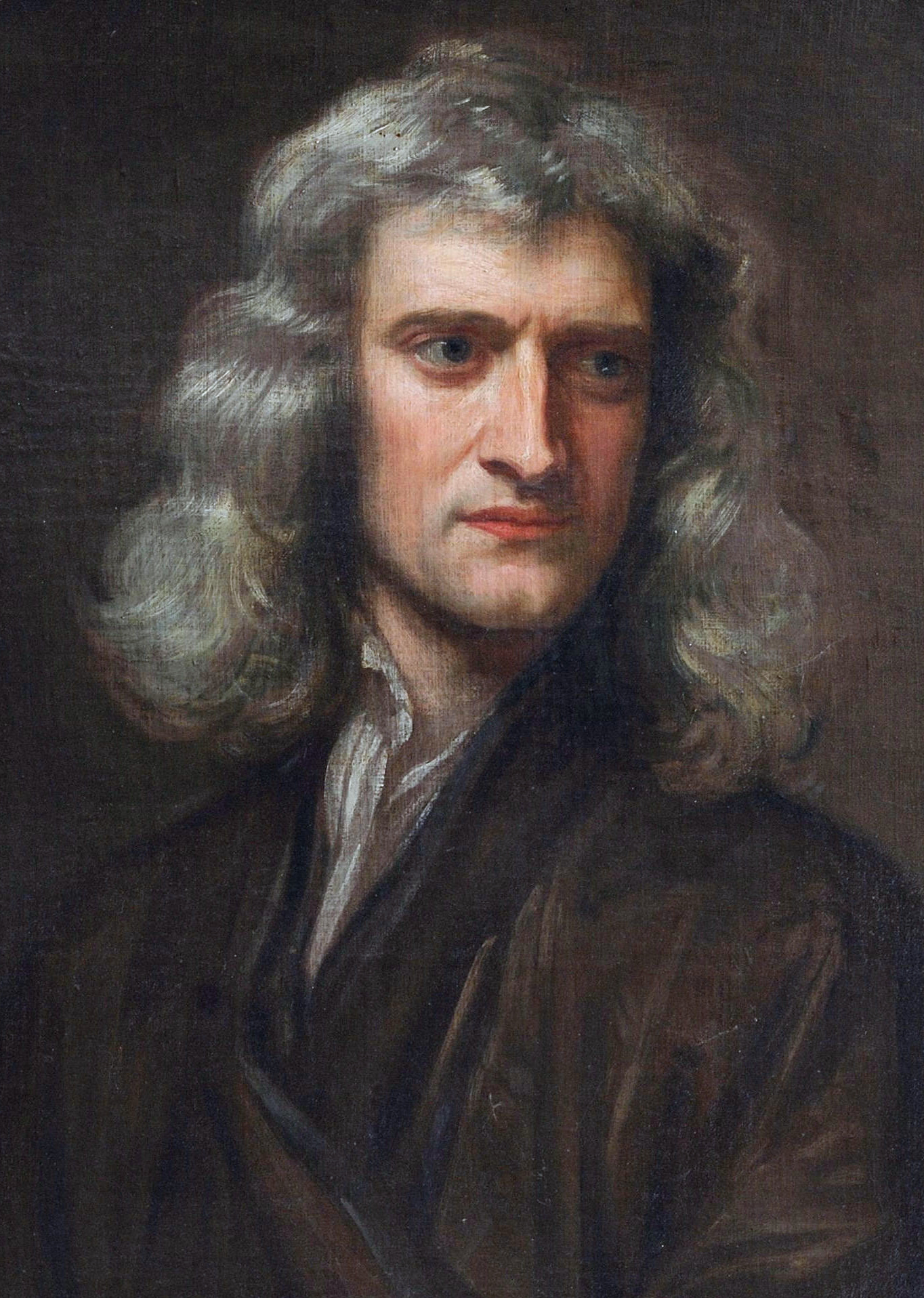
Sir Isaac Newton

Isaac Newton Medal – nagroda naukowa przyznawana corocznie od roku 2008 przez brytyjski Instytut Fizyki o wartości 1000 funtów. Nagroda przyznawana jest za wybitny wkład naukowca w dziedzinie fizyki. Zwycięzca nagrody jest zapraszany na wykład w Instytucie.

## Lista laureatów
- 2008: Anton Zeilinger
- 2009: Alan Guth
- 2010: Edward Witten
- 2011: Leo Kadanoff
- 2012: Martin Rees
- 2013: John Pendry
- 2014: Deborah Jin
- 2015: Eli Yablonovitch
- 2016: Thomas Kibble
- 2017: Charles L. Bennett
- 2018: Paul Corkum
- 2019: Michael Pepper
- 2020: Nader Engheta
- 2021: David Deutsch
- 2022: Margaret Murnane
- 2023: James Binney
- 2024: Richard Friend